# Kiko Celeguim
Francisco Daniel Celeguim de Morais, conhecido como Kiko Celeguim (Franco da Rocha, 5 de maio de 1984), é um jornalista e político brasileiro filiado ao Partido dos Trabalhadores (PT).

## Biografia
Filho do ex-prefeito Mário Maurici e filiado ao Partido dos Trabalhadores (PT) desde 2000, Kiko iniciou sua vida política em 2004, como o mais jovem vereador eleito na história de Franco da Rocha, aos 20 anos. Em 2008, candidatou-se a prefeito e ficou em segundo lugar, derrotado por Marcio Cecchettini (PSDB). 
Atuou como chefe de gabinete do deputado estadual, e depois federal, Vicente Cândido. Em 2012, foi eleito prefeito de Franco da Rocha, com 33.598 votos.
Na sua gestão, atuou para promover a implantação de um polo educacional, aproveitando as instalações do Hospital Psiquiátrico do Juqueri.
Em 2016 foi reeleito com 46.652 votos de um total de 63 550 votos válidos, sendo esta a maior votação da história do município.
Em 2022, Kiko Celeguim foi candidato a deputado federal por São Paulo, sendo eleito com 167.438 votos, se tornando o segundo mais votado do partido em todo o estado.